# Friedrich Wieck

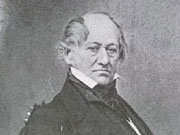
Friedrich Wieck

Johann Gottlob Friedrich Wieck (Pretzsch, 18 augustus 1785 - Loschwitz (Dresden), 6 oktober 1873) was een Duits zangleraar, pianist en muziekpedagoog.
Wieck studeerde aanvankelijk theologie, maar verliet dat vakgebied al snel om zich met muziek bezig te houden. Hij werd eerst huisleraar muziek, stichtte vervolgens een pianofabriekje en opende een winkel waar men spullen op muziekgebied kon lenen. In 1817 trouwde hij met de zangeres Marianne Tromlitz, die 5 kinderen het leven schonk: Adelheid (die al jong in haar kinderjaren overleed), Clara (1819, de latere vrouw van Robert Schumann), Alwin (1822), Gustav en Viktor (1824). Toen Viktor geboren werd was het huwelijk echter al spaak gelopen. In 1828 hertrouwde Wieck met de twintig jaar jongere Clementine Fechner.
Wieck vestigde zijn naam vooral door het succes van zijn dochter Clara Wieck die een bekend pianiste werd. Wieck leidde ook de pianist Hans von Bülow op en ook
Robert Schumann was van 1828 tot 1832 leerling van Friedrich Wieck. Zijn dochter Clara trouwde tegen zijn zin met Robert Schumann. Cineast Peter Schamoni maakte in 1983 een film getiteld Frühlingssinfonie over de verwikkelingen tussen vader en dochter in samenhang met het huwelijk van Clara en Robert Schumann. In deze film speelt Rolf Hoppe de rol van Friedrich Wieck.
Wieck is begraven op het Trinitatiskerkhof in Dresden.